# Danny van Poppel
Danny van Poppel (ur. 26 lipca 1993 w Utrecht) – holenderski kolarz szosowy.
W 2013 Danny wystartował w Tour de France i stał się najmłodszym uczestnikiem tej imprezy od czasów II wojny światowej.
Młodszy brat Boya van Poppela, także kolarza. Kolarstwo uprawiali również ich: ojciec (Jean-Paul van Poppel), matka (Leontine van der Lienden) oraz kuzyn (Bram Welten).

## Osiągnięcia
Opracowano na podstawie:

2010
- 1. miejsce w Driedaagse van Axel
  - 1. miejsce na 4. etapie
- 4. miejsce w Liège-La Gleize
  - 1. miejsce na 2. etapie
- 1. miejsce na 1. etapie Wyścigu Pokoju Juniorów

2011
- 2. miejsce w Driedaagse van Axel
  - 1. miejsce na 5. etapie
- 1. miejsce na 6. etapie Wyścigu Pokoju Juniorów

2012
- 1. miejsce w Tour de Thüringe
  - 1. miejsce na 1. i 2. etapie
- 1. miejsce na 1., 2. i 5. etapie Internationale Thüringen-Rundfahrt U23
- 2. miejsce w Istarsko Proljeće

2013
- 3. miejsce w Handzame Classic

2014
- 1. miejsce na prologu Tour de Luxembourg
- 1. miejsce na 1. etapie Driedaagse van West-Vlaanderen
- 3. miejsce w Scheldeprijs
- 3. miejsce w Grote Prijs Jef Scherens

2015
- 1. miejsce na 12. etapie Vuelta a España
- 1. miejsce na 2. i 5. etapie Tour de Wallonie
- 1. miejsce na 2. etapie Driedaagse van West-Vlaanderen
- 2. miejsce w Grand Prix Cerami

2016
- 1. miejsce na 1. i 3. etapie Vuelta a Burgos
- 1. miejsce na 2. etapie Arctic Race of Norway
- 1. miejsce na 2. etapie Tour de Yorkshire
- 4. miejsce w EuroEyes Cyclassics

2017
- 1. miejsce na prologu Herald Sun Tour
- 1. miejsce na 5. etapie Tour de Pologne

2018
- 1. miejsce na 1. etapie Volta a la Comunitat Valenciana
- 2. miejsce w Clásica de Almería
- 1. miejsce w Halle–Ingooigem

2021
- 2. miejsce w Dwars door het Hageland
- 1. miejsce w Egmont Cycling Race
- 3. miejsce w Grote Prijs Marcel Kint
- 1. miejsce w klasyfikacji punktowej Benelux Tour
- 2. miejsce w Gooikse Pijl
- 2. miejsce w Omloop van het Houtland
- 1. miejsce w Binche-Chimay-Binche

2022
- 2. miejsce w Scheldeprijs
- 2. miejsce w Rund um Köln
- 3. miejsce w Ronde van Limburg

2023
- 1. miejsce w Rund um Köln

## Rankingi
| Rok              | 2012 | 2013 | 2014 | 2015 | 2016 | 2017  | 2018 | 2019 | 2020 | 2021 | 2022 | 2023 | 2024 |
| ---------------- | ---- | ---- | ---- | ---- | ---- | ----- | ---- | ---- | ---- | ---- | ---- | ---- | ---- |
| UCI World Tour   |      | 165. | -    | 107. | 89.  | 153.  | 131. |      |      |      |      |      |      |
| World Ranking    |      |      |      |      | 126. | 442.  | 83.  | 180. | 98.  | 30.  | 76.  | 80.  | 134. |
| UCI Europe Tour  | 132. |      |      |      | 181. | 1032. | 18.  | 147. | 82.  | 26.  | 64.  | 66.  | 108. |
| UCI America Tour | -    |      |      |      | 352. | -     | -    |      |      |      |      |      |      |
|                  |      |      |      |      |      |       |      |      |      |      |      |      |      |
| Źródło: UCI      |      |      |      |      |      |       |      |      |      |      |      |      |      |